# Claudia Mijangos
Claudia Mijangos Arzac (Mazatlán, Sinaloa; 26 de mayo de 1956) es una asesina y exconvicta mexicana que fue condenada en 1990 por 3 cargos de filicidio. Mijangos mató a puñaladas a sus tres hijos mientras dormían la madrugada del 24 de abril de 1989 declarando que fue obligada por una entidad diabólica que la poseía. Fue diagnosticada con trastorno esquizoafectivo y epilepsia del lóbulo temporal. Por ello, solo fue sentenciada a 30 años de prisión, la pena máxima por un delito de este tipo en México en la época.
Según la leyenda urbana, la casa donde cometió el crimen está embrujada. En el año 2019, fue puesta en libertad.

## Historia
Claudia Mijangos se crio en una familia funcional de clase media. En su juventud fue nombrada reina de belleza de Mazatlán. Luego de graduarse en comercio, se casó con Alfredo Castaños Gutiérrez. Tuvieron tres hijos. Después de la muerte de sus padres, la familia heredó una cantidad considerable de dinero y se mudó a la ciudad de Querétaro, México. Allí, los tres niños fueron matriculados en la escuela católica Colegio Fray Luis de León, donde Claudia Mijangos trabajaba como profesora de Catecismo. Más tarde, Claudia abrió una tienda de moda en el centro.
A fines de la década de los 80, Claudia y su esposo Alfredo comenzaron a desarrollar problemas maritales. Claudia comenzó a mostrar signos de inestabilidad emocional, según familiares y amigos. La pareja asistió a terapia matrimonial con el Dr. Jaime Flores.
Según el programa Instinto Asesino, de Discovery Channel, el Dr. Flores afirmó que la aparente lucha de poder dentro del matrimonio era irreconciliable. Poco tiempo después, Claudia se obsesionó con un sacerdote llamado Ramón, otro profesor del Colegio Fray Luis de León. Claudia y Alfredo se separaron en 1989.

## Asesinatos
Cuando Claudia tenía 33 años, comenzó a experimentar severos ataques psicóticos en los meses anteriores a los asesinatos. Según los informes, estos ataques involucraron alucinaciones de demonios y ángeles que dejaron a Claudia atormentada psicológicamente.
El 23 de abril de 1989, el esposo de Claudia recogió a sus hijos de una kermés en la escuela y los llevó a la casa de Claudia. Allí, Castaños y Claudia entablaron una intensa discusión. Él le reclamó sobre el padre Ramón y manifestó su deseo de volver a estar juntos. Furiosa, Claudia defendió al padre Ramón y rechazó el deseo de Castaños de reavivar su relación. Antes de irse, Claudia amenazó a Castaños diciéndole que lo lamentaría. Después de cerrar la puerta detrás de él, Claudia subió las escaleras para arropar a sus hijos en la cama y se fue a dormir.
Unas horas más tarde, el lunes 24 de abril de 1989, alrededor de las cuatro de la mañana, Claudia se despertó con fuertes voces en su cabeza. Dijo que las voces le dijeron que Mazatlán había desaparecido y que “todo Querétaro era un espíritu”. Desesperada, Claudia llamó a su amiga Verónica Vázquez quien le pidió a Claudia que se calmara. Verónica prometió venir en la mañana para ayudarla. Tras la llamada, Claudia se levantó de la cama, se vistió, fue a la cocina y tomó tres cuchillos mientras sus hijos aún dormían.
Cerca de las cinco de la mañana, Claudia despertó a su hijo Alfredo de 6 años y lo atacó con un cuchillo. Recostándose en su cama, le agarró la mano izquierda y se la amputó por completo. Alfredo gritó, lo que despertó a su hermana mayor, Claudia María, de 11 años, entró en la habitación y le suplicó a su madre que se detuviera. Cambiando de cuchillo, Claudia corrió sobre su hija mayor y la apuñaló seis veces. Herida, Claudia María logró salir de la habitación y suplicó en voz alta a su madre por clemencia. Los gritos despertaron a los vecinos. Claudia tomó el tercer cuchillo y apuñaló a su hija Ana Belén, de nueve años, en el corazón. Claudia corrió escaleras abajo en busca de Claudia María, quien se había desmayado en el piso del comedor y la apuñaló nuevamente. Luego la arrastró escaleras arriba y colocó su cuerpo sin vida en el dormitorio principal.

### Escena del crimen y pruebas

Fotos tomadas en el lugar del crimen
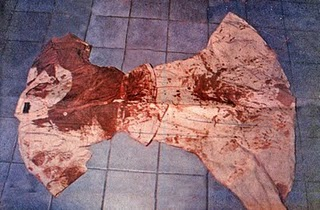
El vestido que usó Mijangos durante los asesinatos.
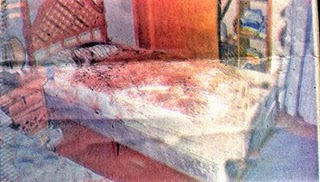
Cama en la habitación principal, allí colocó los cuerpos.
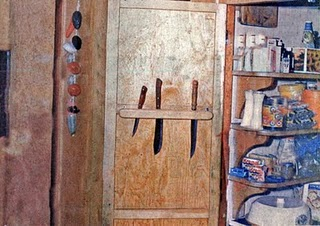
Cuchillos colocados en la cocina, no se muestran las armas que usó.

### Reclusión y tiempo de condena, liberación y actualidad
Claudia estuvo presa durante buena parte de su reclusión en el Centro Penal de Tepepan, en Xochimilco. Se encontraba en el sector psiquiátrico de la cárcel. Fue operada de tiroides en el año 2007 y en el año 2009 compartió celda con la francesa Florence Cassez.
Durante mucho tiempo se corrieron rumores de que había salido en libertad y reclamado su propiedad, pero no eran reales.
Finalmente el 24 de abril del 2019 fue liberada de la cárcel. Fue recogida del centro penal por una supuesta sobrina y según reportes periodísticos, fue trasladada a una residencia psiquiátrica de México. Su casa en Querétaro, continua en abandono. En la actualidad, se desconoce el paradero real de Claudia.